# Amalia Pérez
Pour les articles homonymes, voir Pérez.
Amalia Pérez Vázquez, née le 10 juillet 1973 à Mexico, est une haltérophile handisport mexicaine concourant en -61 kg après avoir concouru en -48 kg, -52 kg et -55 kg au cours de sa carrière. Elle est quadruple championne paralympique dans 3 catégories différentes.

## Biographie
Amalia Pérez est née avec une arthrogrypose congénitale qui affecte les muscles de ses jambes.

## Carrière
Pérez commence sa carrière internationale lors des Jeux paralympiques d'été de 2000 à Sydney où elle remporte le bronze en -52 kg, médaille qu'elle rafle également aux Jeux de 2004 mais en -48 kg. Quatre ans plus tard, aux Jeux de Pékin, elle devient championne paralympique pour la première fois en battant le record du monde en soulevant 127,5 kg. 
Pour les Jeux parapanaméricains de 2007, elle bat le record du monde en -52 kg pour remporter l'or avec une barre à 130,5 kg. Elle est également sacrée championne du monde lors des Mondiaux 1998, 2006 et 2017 et détient six médailles mondiales en tout.
En 2012, elle est de nouveau médaillée d'or paralympique, cette fois en -60 kg, avec un nouveau record du monde puis elle change de catégorie pour les Jeux de 2016 où elle est encore une fois médaillée d'or en -55 kg. Pour ses sixièmes Jeux, elle empoche son quatrième titre paralympique en -61 kg cette fois en soulevant 131 kg. Cette année-là, elle est également porte-drapeau lors de la cérémonie d'ouverture des Jeux.
Elle est la seule haltérophile au monde à avoir remporté quatre médailles d'or aux Jeux paralympiques dans trois catégories différentes.

## Palmarès

### Jeux paralympiques
- médaille d'or en -52 kg aux Jeux paralympiques d'été de 2008 à Pékin
- médaille d'or en -60 kg aux Jeux paralympiques d'été de 2012 à Londres
- médaille d'or en -55 kg aux Jeux paralympiques d'été de 2016 à Rio de Janeiro
- médaille d'or en -61 kg aux Jeux paralympiques d'été de 2020 à Tokyo
- médaille d'argent en -52 kg aux Jeux paralympiques d'été de 2000 à Sydney
- médaille d'argent en -48 kg aux Jeux paralympiques d'été de 2004 à Athènes

### Championnats du monde
- médaille d'or en -52 kg aux Championnats du monde 1998 à Dubaï
- médaille d'or en -52 kg aux Championnats du monde 2006 à Pusan
- médaille d'or en -52 kg aux Championnats du monde 2017 à Mexico
- médaille d'argent en -48 kg aux Championnats du monde 2002 à Kuala Lumpur
- médaille d'argent en -60 kg aux Championnats du monde 2010 à Kuala Lumpur
- médaille d'argent en -61 kg aux Championnats du monde 2014 à Dubaï

### Jeux parapanaméricains
- médaille d'or en -52 kg aux Jeux parapanaméricains de 2007 à Rio de Janeiro
- médaille d'or en -48 kg aux Jeux parapanaméricains de 2011 à Guadalajara
- médaille d'or en -52 kg aux Jeux parapanaméricains de 2015 à Toronto
- médaille d'or en -52 kg aux Jeux parapanaméricains de 2019 à Lima